# Fixateur (coiffure)
Pour les articles homonymes, voir Fixateur.
En coiffure, le produit fixateur (ou la lotion fixante) contient un agent oxydant (en général l'eau oxygénée) utilisé pour rétablir les ponts cystine des protéines contenues dans les cheveux, dans le cas des permanentes.